# Autonome Li Prefectuur Lingshui
Lingshui is een autonome prefectuur in het zuiden van de zuidelijke provincie Hainan, Volksrepubliek China.